# Joannis ab Indagine

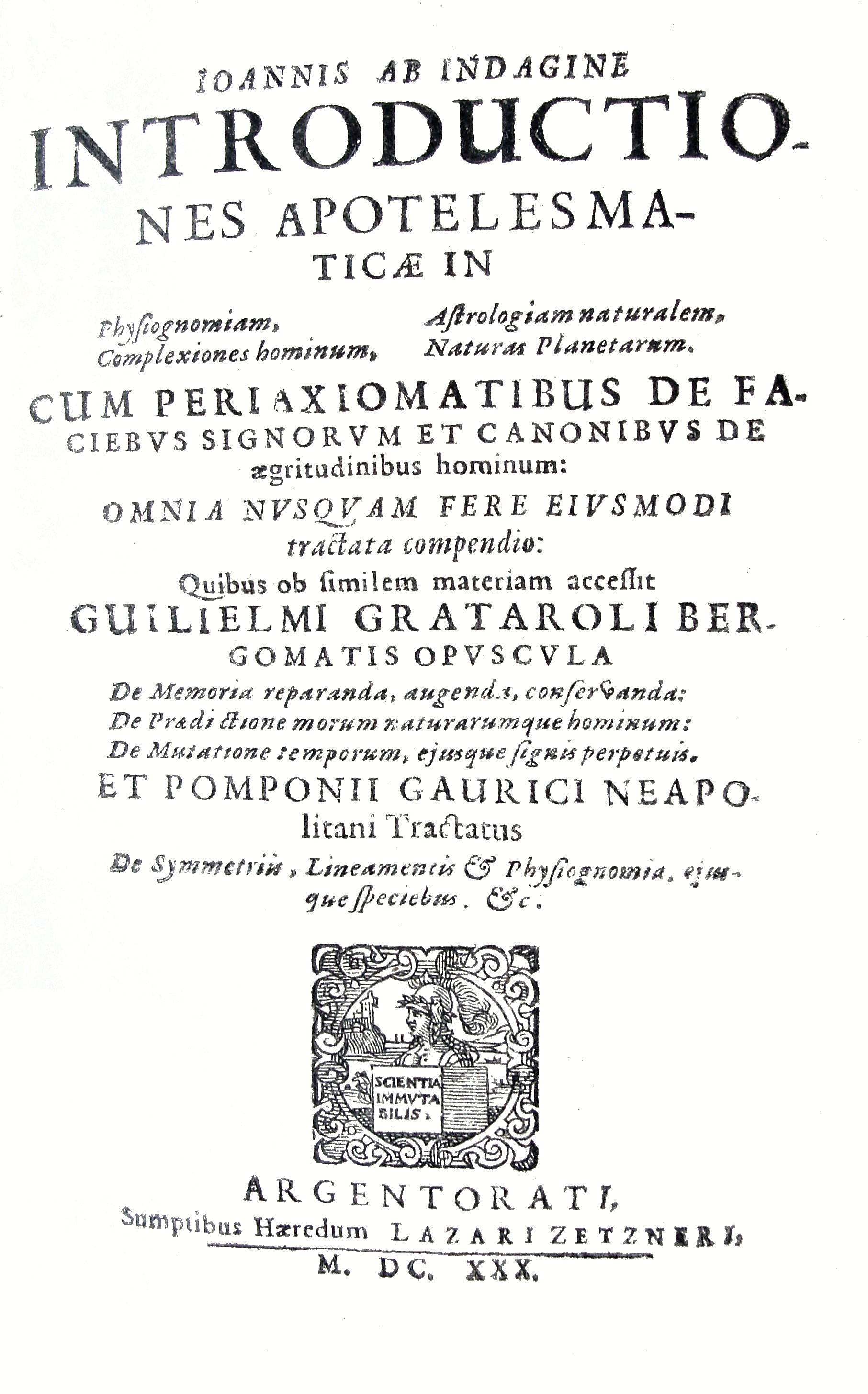
Strona tytułowa Introductiones apotelesmaticae ...

Joannis ab Indagine, Johannes Indagine lub Johann Rosenbach von Hagen (ok.1467  – zm. 27 marca 1537 r.) niemiecki astrolog, specjalista od wróżb, chiromancji i fizjonomiki. Mnich zakonu kartuzów, krótko dziekan we Frankfurcie, przez większość czasu proboszcz w Steinheim w Westfalii.
W wolnych chwilach zajmował się astrologią i wróżbami. Był zwolennikiem astrologii naturalnej, nauki zajmującej się obserwacją nieba i przewidywaniem położenia ciał niebieskich. Do wróżenia z gwiazd czyli astrologii mantycznej miał stosunek dość zmienny ale w większości sceptyczny, czemu dał wyraz zwłaszcza w Introductiones apotelesmaticae in Pchysjognomiam, Astrologiam naturalem, Complechiones chominum, Naturas Planetarum (1522, ostatnie łacińskie wydanie w 1672 r.). Ten tytuł, wraz z wieloma innymi dotyczącymi fizjonomiki, decyzją papieża Pawła IV w roku 1559 trafił na listę ksiąg zakazanych. Powodem niełaski, podobnie jak w przypadku znacznie wcześniej potępianej astrologii mantycznej, był fakt przyjmowanie wpływu na człowieka  sił innych niż boskie. Decyzja papieża wbrew jego intencjom, przyczyniła autorowi wiele popularności, zwłaszcza wśród innowierców. Jego ukazujące się po łacinie dzieła, tłumaczono na wiele języków, zwłaszcza na niemiecki ale także na francuski, angielski i wielokrotnie wznawiano w XVI oraz XVII w.

## Wybrane dzieła
- Introductiones apoteles maticae elegantes, in Chyromantiam, Physiognomiam, Astrologiam naturalem... Joannis Scotti, Argentorati (Strasbourg,  1522).
- Chiromantia / Physiognomia, ex aspectu membrorum Hominis. / Periaxiomata, de faciebus Signorum. / Canones astrologici, de iudicis Aegritudinum. / Astrologia naturalis. / Complexionum noticia iuxta dominium Planetarum. Argentorati, apud Jo.Schottum. (Strasbourg, Jean Schott, 1531)
- Introductiones Apotelesmaticae Elegantes, in Chyromantium, Physiognomiam, Astrologiam naturale(m), Complexiones hominu(m), Naturas planetaru(m), Cu(m) periaxiomatibus de factebus Signorum, & canonibus de aegritudinibus, nusquam fere simuli tractata compendio. (Frankfurt: David Zephel. (1550)).
- Chiromance & Physionomie Par le Regard des Membres de L'Homme, Faites Par Jean de Indagine. Plus Dudat: La Diffinition des Faces des Signes. Reigles Astronom. Du Iugemet des Maladies. L'Astrologie  Naturell. La Congnoissance de la Complexion des Hommes Selon la Domination des Planettes. (Lyon: Jean de Tournes, (1571)).
- Vraye Et Parfaicte Chyromancie Et Phisionomie...La diffinition des faces des Signes. Reigles Astronomiques du jugement des maladies. Plus, L'Astrologie Naturelle. La cognoissance de la complexion des hommes selon la domination des Planettes. (Paris: Jacques Villery (1620)).